# La Janda
La Janda est l'une des six comarques de la province de Cadix (communauté autonome d'Andalousie), dans le sud de l'Espagne.
Elle comprend sept communes : Alcalá de los Gazules, Barbate, Benalup-Casas Viejas, Conil de la Frontera, Medina-Sidonia, Paterna de Rivera et Vejer de la Frontera.
Elle est limitrophe des comarques de la Baie de Cadix, de La Janda, de la Campiña de Jerez et du Campo de Gibraltar, et de la province de Malaga (comarque de la Serranía de Ronda). Elle est bordée au sud par l'Océan Atlantique.
Elle tire son nom de la Lagune de la Janda. Son environnement littoral se caractérise également par ses longues étendues de plage, dont celle de Bolonia, où se dressent les ruines romaines de Baelo Claudia. La comarque est parcourue par le Barbate, sur lequel est construit un barrage. La Cap de Trafalgar est un des accidents géographiques les plus remarquables de la zone. C'est au large de ce cap que s'est tenue la Bataille de Trafalgar en 1805. Une partie non négligeable de la comarque est incluse dans le périmètre du Parc naturel de Los Alcornocales, qui recèle de sites naturels d'intérêt, tels que la Cueva del Tajo de las Figuras (grotte) et la Sierra del Aljibe. L'élevage de toros bravos y est très répandu et fait l'objet d'une route touristique, la Ruta del toro.
La comarque est divisée en deux partidos judiciales : le district n°1, dont le siège est Chiclana de la Frontera (communes d'Alcalá de los Gazules, Benalup-Casas Viejas, Conil de la Frontera, Medina-Sidonia et Paterna de Rivera), et le district n°14, dont le chef-lieu est Barbate (commune de Vejer). 
Toutes les communes de la comarque appartiennent à la mancomunidad de La Janda, qui contient également la commune de San José del Valle, située dans la Campiña de Jerez. Au niveau ecclésiastique, la comarque relève de la juridiction du diocèse de Cadix et Ceuta, suffragant de l'archevêque de Séville.
Historiquement, une grande partie de la comarque était placée sous l'autorité du Duché de Medina Sidonia.